# James Jones (amerikansk fodbold)
James DeAndre Jones (født 31. marts 1984 i San Jose, Californien, USA) er en amerikansk footballspiller, der spiller i NFL som wide receiver for Oakland Raiders. Han kom ind i ligaen i 2007, og har tidligere spillet for Green Pay Packers.
Jones vandt i 2011 Super Bowl XLV med Packers.

## Klubber
- 2007-2013: Green Bay Packers
- 2014-: Oakland Raiders